# Німецька колективна провина

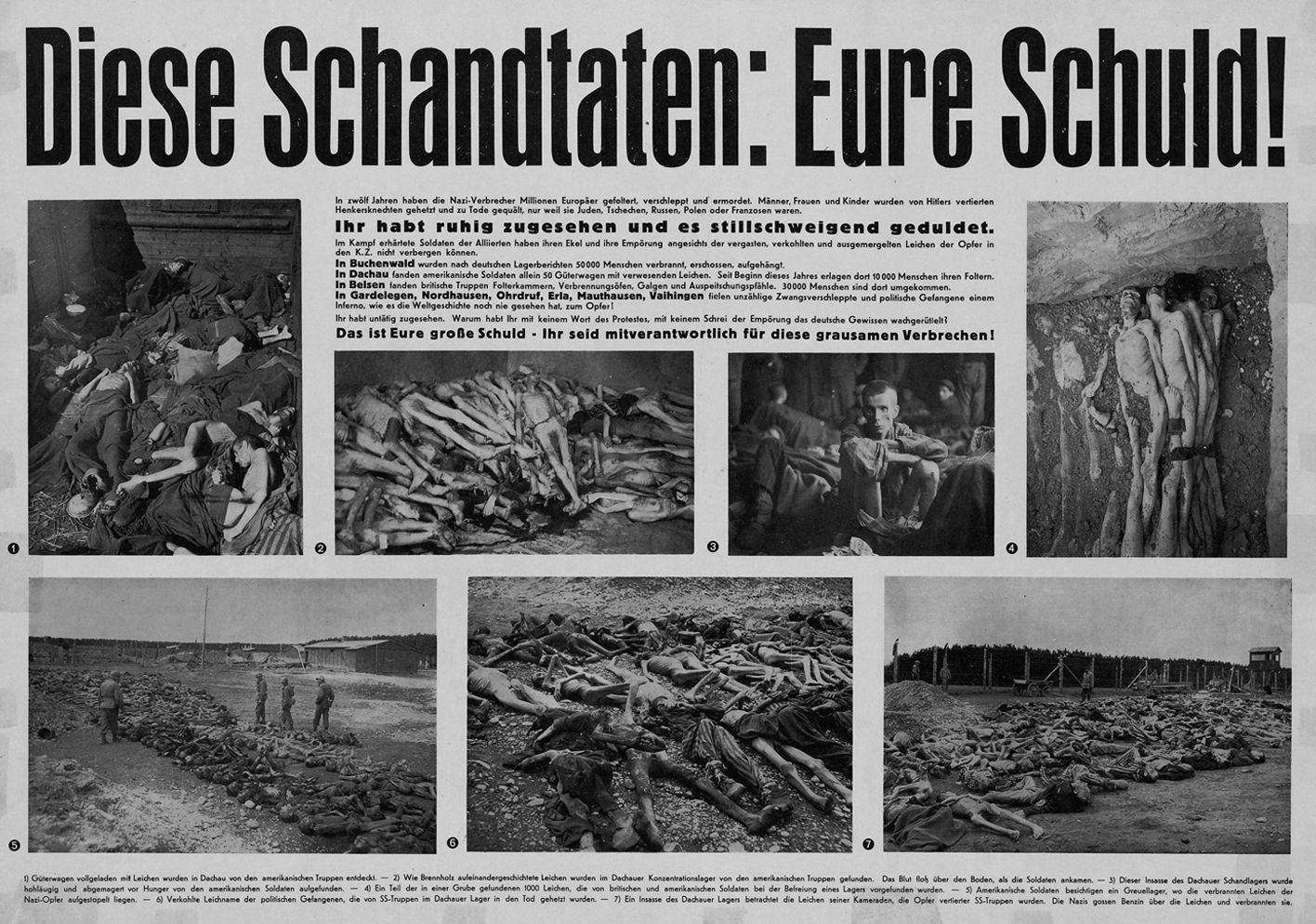
«Ці звірства – ваша провина!», плакат американської зони окупації Німеччини, що показує німецькому населенню концентраційні табори, 1945 рік.

Німе́цька колекти́вна прови́на (нім. deutsche Schuld; нім. Kollektivschuld — спільна провина) — почуття колективної провини і сорому в німців за вчинення Голокосту та інші скоєні в період Третього Рейху злочини, яке з'явилося після поразки Третього Рейху у Другій світовій війні.

## Подолання минулого

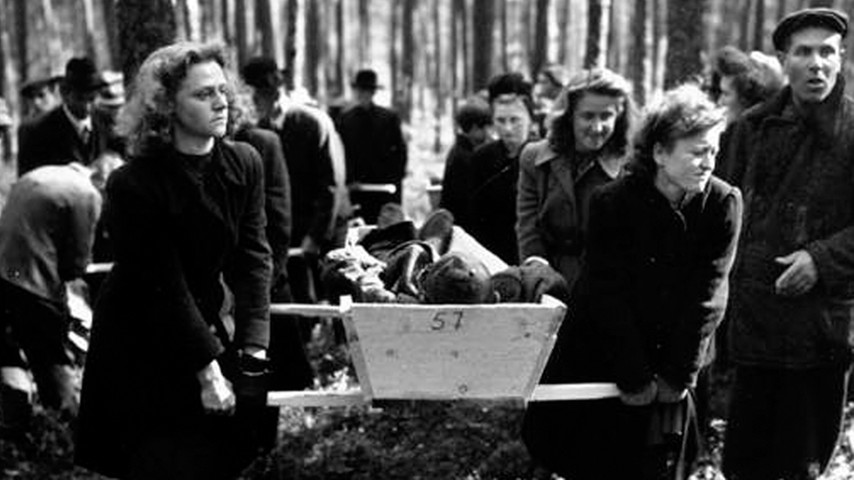
Жителі Нойнбурга несуть тіла жертв СС для поховання після ексгумації з братської могили, куди їх скинули вбивці. Капелани Центральної армії США провели панахиди, 29 квітня 1945 року.

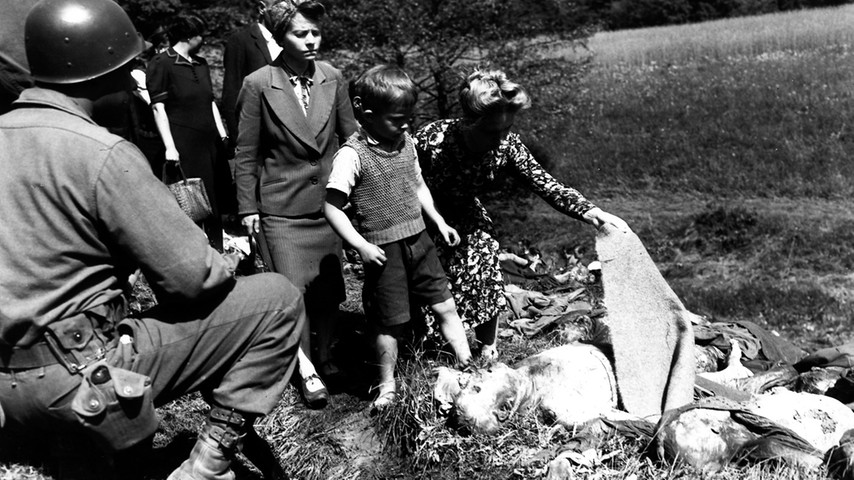
Німці дивляться на тіла кількох з 800 убитих росіян, поляків і чехів, чиї тіла були ексгумовані неподалік Намерінга за наказом військової адміністрації Центральної армії США. Жертви раніше утримувалися в концентраційному таборі Флоссенберг, 17 травня 1945

У XX столітті Німеччина зіткнулася з проблемою подолання тоталітарного минулого. Після поразки 1945 року країна була повністю окупована і втратила свою державність.
У 1945 році було покладено край німецькій національній державі та ідеї німецької національної ідентичності, заснованої на концепції «особливого шляху». У повоєнній Німеччині тема національного потрапляє у розряд табу. Центром повоєнної парадигми мислення німців стає питання про провивину (нім. Schuldfrage). Здійснюється повна денаціоналізація освіти: у багатьох школах не вивчається текст німецького гімну, не культивується почуття любові до батьківщини. У 1960 році було прийнято закон про заборону нацистської символіки, прапорів, жестів та ін.

## «Питання про провину»
У повоєнний час проблема німецької вини стала дуже актуальною серед філософів. Ключову роль формуванні повоєнної свідомості німців зіграв філософ Карл Ясперс. Він розпочав суспільно-політичну дискусію, метою якої було вироблення єдиного підходу до тоталітарного минулого та способів його подолання. Головний твір Ясперса «Питання про винність» (нім. Schuldfrage, 1946) заклало основи осмислення нацистської трагедії та формування нової німецької повоєнної свідомості, ставши відповіддю на кризу ідентичності, що проявилася в перші повоєнні роки.
Ясперс був одним із небагатьох, хто вважав, що «визнання національної вини було необхідною умовою морального та політичного відродження Німеччини». Він стверджував, що ті, хто чинив воєнні злочини, винні морально, а ті, хто терпів їх без опору, винні політично, що призводило до колективної вини всіх. Ясперс виступав у Німеччині із закликом до своїх співвітчизників покаятися і спокутувати свою провину за масові вбивства людей, оскільки ніхто не може уникнути цієї колективної провини, і прийняття на себе відповідальності за неї може дозволити німецькому народу перетворити своє суспільство зі стану катастрофи на більш високорозвинену та морально відповідальну демократію. На його думку, «проблема вини» вимагала глибинного морального та духовного подолання, пов'язаного не лише з насильницьким покаранням за скоєні злочини, а й із внутрішнім оновленням людини. Ясперс стверджував, що про минуле необхідно постійно нагадувати, що питання про вину є життєво важливим питанням для німецької душі, і ніякий інший шлях не може призвести до духовного відродження. Варто зазначити, що ідеї покаяння, смирення, відповідальності за вчинене нацистами не віталися у суспільстві. Німці прагнули забути наслідки катастрофи, які лежали на їхніх плечах. Не всі німці зважилися б на той час відкрито підтримувати непопулярну окупаційну політику союзників, необхідність величезних репарацій і депортацій.
На думку Ясперса, небезпека сучасного йому покоління полягала у небажанні знати, прагненні забути, запереченні подій 1939—1945 років.

## Пам'ять про Голокост як спосіб підтримки почуття провини

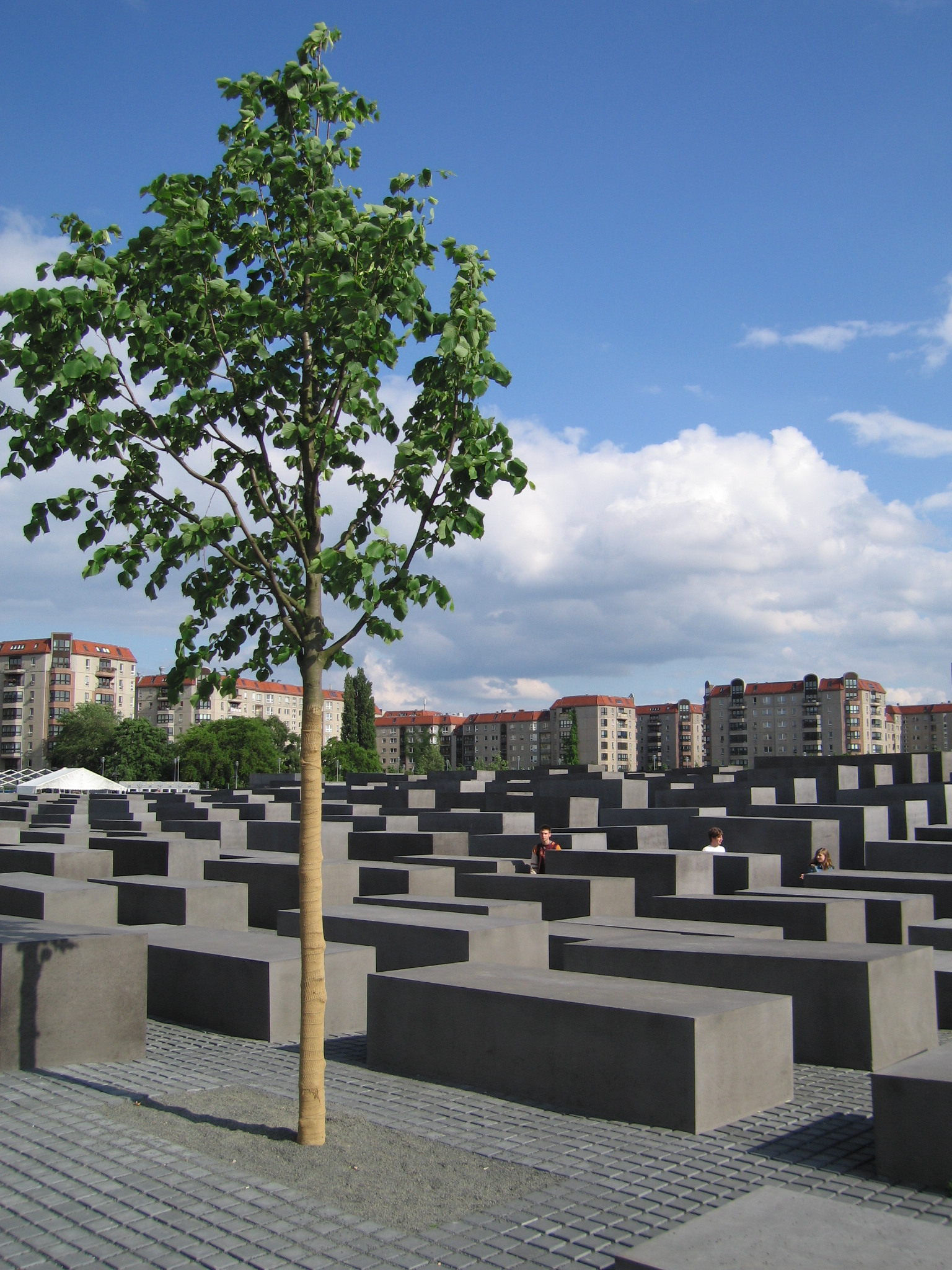
Меморіал жертвам Голокосту, Берлін

Нацистська політика була спрямована на знищення широкого кола етнічних та соціальних категорій: євреїв, циган, радянських військовополонених, поляків, гомосексуалів, масонів, безнадійно хворих та інвалідів, у перспективі також значну частину слов'ян та інших. Нацистська расова доктрина включала ідею, що євреї («семітська раса») є расово неповноцінними антиподами і природними ворогами «арійської раси панів», «нелюдини», а слов'яни - представниками «нижчої раси», нащадками «арійців» і «азіатських рас» (включаючи «фінську расу»), що виродилися до стану «недолюдів» у результаті расового змішування та впливу азіатської крові. Євреї підлягали тотальній ліквідації. 60% європейських євреїв стали жертвами нацистської системи, що становило 1/3 всіх євреїв світу. Жертвами нацистів стали 6 млн. євреїв, серед них 1,5 млн. — діти.
Уряд ФРН вживав зусиль, спрямованих на збереження у німецького народу пам'яті про злочини, скоєні стосовно євреїв. За допомогою поминальних богослужінь та підтримки в колишньому вигляді руїн синагог, а також завдяки кінематографу підтримується пам'ять про нелюдяність нацистського режиму. На німецькому телебаченні випускається ряд документальних передач на цю тему, у Німеччині демонструвалося велику кількість документальних і художніх фільмів про жертв нацистського режиму: «Щоденник Анни Франк», «Ніч і туман», «Голокост», «Наші матері, наші батьки», «Книжкова злодійка» та інші.

Письменник Гюнтер Грасс звертався до своїх синів:
Ви невинні. І я, який досить пізно народився, теж вважаюся чистим. Але тільки якщо я хотів би забути, а ви не хотіли б знати, як поступово приходили до того, до чого прийшли, нас можуть спіткати прості слова: вина і сором.

## Самоідентифікація
Існують відмінності в оцінках сприйняття Голокосту різними віковими групами німців. Найстарше покоління, що є «носіями живої пам'яті», усвідомлюючи себе німцями, «відгороджується» від нацистів, вважаючи їх групою політичних бандитів. Друге покоління, ставлячись критично до думки батьків, намагається помістити Голокост в історичний контекст, проаналізувати нацизм як явище, яке сформувало негативні почуття німців. Виходячи з моральних оцінок («вони злочинці, ми інші»), народжується ототожнення себе з постраждалими від нацизму. У цьому «національна історична традиція заміщається універсальними (загальнолюдськими) нормами». У третьому поколінні формується нове "генеалогічне" сприйняття злочинців: «це наші діди, так, вони були іншими, але в той же час вони — німці, а значить „ми“». На думку історикині Л. П. Рєпіної, «так здійснюється реконцептуалізація німецької ідентичности, і шокуючий історичний досвід „повертається“ в національну історію».